# Bolboceratops scorteccii
Bolboceratops scorteccii is een keversoort uit de familie cognackevers (Bolboceratidae). De wetenschappelijke naam van de soort werd in 1993 gepubliceerd door Carpaneto & Mignani & Piattella.